# Monts Arrei
Les monts Arrei sont une chaîne de montagnes du Sud de la région d'Ali Sabieh à Djibouti. Avec une altitude moyenne de 1 301 mètres, ils sont situés près de la frontière avec l'Éthiopie. La température moyenne des hauts plateaux est d'environ 15 °C. Les montagnes constituent le point culminant de la région d'Ali Sabieh.

## Climat
L'altitude des monts Arrei, leur emplacement et leur topographie conduisent fréquemment à des conditions météorologiques fraîches et nuageuses ce qui peut représenter un danger pour les randonneurs mal équipés. Le brouillard est présent sur le sommet près de 75 % du temps entre novembre et janvier, et 6 % du temps entre mars et août.

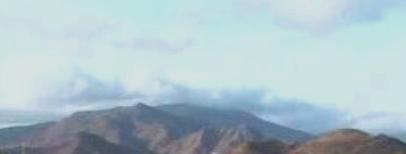
Vue depuis Ali Sabieh.